# Aconitum pendulum
Aconitum pendulum är en ranunkelväxtart som beskrevs av Nikolaj Adolfovitj Busj. Aconitum pendulum ingår i släktet stormhattar, och familjen ranunkelväxter. Inga underarter finns listade i Catalogue of Life.